# Cladochytrium hyalinum
Cladochytrium hyalinum är en svampart som beskrevs av Berdan 1941. Cladochytrium hyalinum ingår i släktet Cladochytrium och familjen Cladochytriaceae.   Inga underarter finns listade i Catalogue of Life.